# 転勤族
転勤族（てんきんぞく）は、会社や官公庁で労働する上で、いくつかの支社等に勤務先が移動する人の俗語的表現。その家族も含まれて指すことが多い。

## 概要
一般的には地域ブロックの中心都市、政令指定都市や支店経済都市と言われる都市や、もしくは都道府県庁所在都市、中規模都市等を数年置きに巡る。
転勤先でいい成績を上げると本社のある大都市に戻されることがある。ただし、優秀な成績を上げていても地方支店の成績の後退や社内の地方支店の格、社内のキャリアによっては栄転で地方に転勤することもある。
会社の中ではステータスがある程度高いものが多いが、稼ぎとは別に社宅、寮、公務員住宅や賃貸アパートやマンション暮らしの人が多い。これは、いつまた転勤を言われるかわからないという点や、本社のある大都市に戻りその時点で家を買いたいという意向、日本は家を買う文化（持ち家とは自分で建て、他人に売ったりしないものである）という志向がある。